# Romantična muzika
Romantična muzika je stilski pokret u zapadnoj orkestralnoj muzici povezan sa periodom devetnaestog veka koji se obično naziva doba romantizma (ili period romantizma). Usko je povezan sa širim konceptom romantizma - intelektualnim, umetničkim i književnim pokretom koji je postao značajan u Evropi od približno 1800. do 1910. godine.
Romantični kompozitori su težili stvaranju muzike koja je bila individualistička, emocionalna, dramatična i često programska; odražavajući šire trendove u kretanjima romantičarske književnosti, poezije, umetnosti i filozofije. Romantičarska muzika je često bila prividno inspirisana (ili je na drugi način nastojala da evocira) nemuzičke stimuluse, kao što su priroda, književnost, poezija ili plastična umetnost.

## Zaleđina
Romantičarski pokret je bio umetnički, književni i intelektualni pokret koji je nastao u drugoj polovini 18. veka u Evropi i ojačao kao reakcija na industrijsku revoluciju. Delom je to bila pobuna protiv društvenih i političkih normi iz doba prosvetiteljstva i reakcija protiv naučne racionalizacije prirode. To je bilo najjače otelotvoreno u vizuelnim umetnostima, muzici i literaturi, ali je imalo i veliki uticaj na istoriografiju i obrazovanje, a zauzvrat je na njega uticao razvoj prirodne istorije..
Jedna od prvih značajnih primena tog pojma na muziku odvila se 1789. godine, u Memoirima, Francuza Andre Gretrija, ali upravo je E. T. V. Hofman zaista uspostavio principe muzičkog romantizma, u podužoj recenziji Pete simfonije Ludviga van Betovena objavljenoj 1810. godine, i u članku iz 1813. godine o Betovenovoj instrumentalnoj muzici. U prvom od ovih eseja Hofman je pratio početke muzičkog romantizma do kasnijih dela Hajdna i Mocarta. To je bila Hofmanova fuzija ideja koja su već bile povezane sa terminom „romantičan“, a koristi se suprotno suzdržanosti i formalnosti klasičnih modela, koji uzdižu muziku, a posebno instrumentalnu muziku, na položaj pre-eminecije u romantizmu kao umetnost najodgovarniju za izražavanje emocija. Takođe je kroz dela Hofmana i drugih nemačkih autora nemačka muzika dovedena u središte muzičkog romantizma.

## Trendovi 19. veka

### Nemuzički uticaji
Događaji i promene u društvu poput ideja, stavova, otkrića, izuma i istorijskih događaja često utiču na muziku. Na primer, industrijska revolucija je bila u punoj snazi krajem 18. veka i početkom 19. veka. Ovaj događaj je duboko uticao na muziku: došlo je do značajnih poboljšanja u mehaničkim ventilima i tasterima od kojih zavisi većina drvenih i limenih limenih instrumenata. Na novim i inovativnim instrumentima moglo se svirati sa većom lakoćom i bili su pouzdaniji.
Još jedan napredak koji je uticao na muziku bio je uspon srednje klase. Kompozitori su pre ovog perioda živeli pod pokroviteljstvom aristokratije. Mnogo puta njihova publika je bila mala, sastavljena uglavnom od više klase i pojedinaca koji su bili upućeni u muziku.] S druge strane, romantičarski kompozitori često su pisali za javne koncerte i festivale, sa velikom publikom slušalaca koji su plaćali za pristup, a koji nisu nužno imali znatno muzičko obrazovanje. Kompozitori romantičarske ere, poput Elgara, pokazali su svetu da ne bi trebalo da postoji „razdvajanje muzičkih ukusa“ i da je „svrha bila pisanje muzike koja će biti slušana“.

## Literatura
- Beard, David, and Kenneth Gloag. 2005. Musicology: The Key Concepts. Cornwall: Routledge.
- Casey, Christopher. 2008. "'Grecian Grandeurs and the Rude Wasting of Old Time': Britain, the Elgin Marbles, and Post-Revolutionary Hellenism". Foundations 3, no. 1:31–64 (Accessed 24 September 2012).
- Child, Fred. 2006. "Salonen on Sibelius". Performance Today. National Public Radio.
- Encyclopædia Britannica (n.d). „Romanticism”. Britannica.com. Приступљено 2010-08-24.
- Feld, Marlon. n.d. "Summary of Western Classical Music History". Linked from John Ito, Music Humanities, section 16. New York: Columbia University (accessed 11 April 2016).
- Grétry, André-Ernest-Modeste. 1789. Mémoires, ou Essai sur la musique. 3 vols. Paris: Chez l’auteur, de L'Imprimerie de la république, 1789. Second, enlarged edition, Paris: Imprimerie de la république, pluviôse, 1797. Republished, 3 vols., Paris: Verdiere, 1812; Brussels: Whalen, 1829. Facsimile of the 1797 edition, Da Capo Press Music Reprint Series. New York: Da Capo Press, 1971. Facsimile reprint in 1 volume of the 1829 Brussels edition, Bibliotheca musica Bononiensis, Sezione III no. 43. Bologna: Forni Editore, 1978.
- Grunfeld, Frederic V. 1974. Music. New York: Newsweek Books.  0-88225-101-5 (cloth);  0882251023 (de luxe).
- Gutek, Gerald Lee. 1995. A History of the Western Educational Experience, second edition. Prospect Heights, Ill.: Waveland Press.  0881338184.
- Hoffmann, Ernst Theodor Amadeus. 1810. "Recension: Sinfonie pour 2 Violons, 2 Violes, Violoncelle e Contre-Violon, 2 Flûtes, petite Flûte, 2 Hautbois, 2 Clarinettes, 2 Bassons, Contrabasson, 2 Cors, 2 Trompettes, Timbales et 3 Trompes, composée et dediée etc. par Louis van Beethoven. à Leipsic, chez Breitkopf et Härtel, Oeuvre 67. No. 5. des Sinfonies. (Pr. 4 Rthlr. 12 Gr.)". Allgemeine musikalische Zeitung 12, no. 40 (4 July), cols. 630–42 [Der Beschluss folgt.]; 12, no. 41 (11 July), cols. 652–59.
- Kravitt, Edward F. 1992. "Romanticism Today". The Musical Quarterly 76, no. 1 (Spring): 93–109. (потребна претплата)
- Levin, David. 1959. History as Romantic Art: Bancroft, Prescott, and Parkman. Stanford Studies in Language and Literature 20, Stanford: Stanford University Press. Reprinted as a Harbinger Book, New York: Harcourt, Brace & World Inc., 1963. Reprinted, New York: AMS Press, 1967.
- Machlis, Joseph. 1963.[потребан је пун навод]
- Nichols, Ashton. 2005. "Roaring Alligators and Burning Tygers: Poetry and Science from William Bartram to Charles Darwin". Proceedings of the American Philosophical Society 149, no. 3:304–15.
- Ottlová, Marta, John Tyrrell, and Milan Pospíšil. 2001. "Smetana, Bedřich [Friedrich]". The New Grove Dictionary of Music and Musicians, second edition, edited by Stanley Sadie and John Tyrrell. London: Macmillan Publishers.
- Philips, Abbey. 2011. "Spacebomb: Truth Lies Somewhere in Between". RVA News: Joaquin in Memphis. (accessed 5 October 2015)
- Samson, Jim. 2001. "Romanticism". The New Grove Dictionary of Music and Musicians, second edition, edited by Stanley Sadie and John Tyrrell. London: Macmillan Publishers.
- Schmidt-Jones, Catherine, and Russell Jones. 2004. Introduction to Music Theory. [Houston, TX]: Connexions Project.  1-4116-5030-1.
- Young, Percy Marshall. 1967. A History of British Music. London: Benn.
- Adler, Guido. 1911. Der Stil in der Musik. Leipzig: Breitkopf & Härtel.
- Adler, Guido. 1919. Methode der Musikgeschichte. Leipzig: Breitkopf & Härtel.
- Adler, Guido. 1930. Handbuch der Musikgeschichte, second, thoroughly revised and greatly expanded edition. 2 vols. Berlin-Wilmersdorf: H. Keller. Reprinted, Tutzing: Schneider, 1961.
- Blume, Friedrich. 1970. Classic and Romantic Music, translated by M. D. Herter Norton from two essays first published in Die Musik in Geschichte und Gegenwart. New York: W. W. Norton.
- Boyer, Jean-Paul. 1961. "Romantisme". Encyclopédie de la musique, edited by François Michel, with François Lesure and Vladimir Fédorov, 3:585–87. Paris: Fasquelle.
- Cavalletti, Carlo. 2000. Chopin and Romantic Music, translated by Anna Maria Salmeri Pherson. Hauppauge, NY: Barron's Educational Series. (Hardcover)  0-7641-5136-3;  978-0-7641-5136-1.
- Dahlhaus, Carl. 1979. "Neo-Romanticism". 19th-Century Music 3, no. 2 (November): 97–105.
- Dahlhaus, Carl. 1980. Between Romanticism and Modernism: Four Studies in the Music of the Later Nineteenth Century, translated by Mary Whittall in collaboration with Arnold Whittall; also with Friedrich Nietzsche, "On Music and Words", translated by Walter Arnold Kaufmann. California Studies in 19th Century Music 1. Berkeley: University of California Press.  0-520-03679-4 (cloth); 0520067487 (pbk). Original German edition, as Zwischen Romantik und Moderne: vier Studien zur Musikgeschichte des späteren 19. Jahrhunderts. Munich: Musikverlag Katzbichler, 1974.
- Dahlhaus, Carl. 1985. Realism in Nineteenth-Century Music, translated by Mary Whittall. Cambridge and New York: Cambridge University Press.  0-521-26115-5 (cloth);  0-521-27841-4 (pbk). Original German edition, as Musikalischer Realismus: zur Musikgeschichte des 19. Jahrhunderts. Munich: R. Piper, 1982.  3-492-00539-X.
- Dahlhaus, Carl. 1987. Untitled review of Leon Plantinga, Romantic Music: A History of Musical Styles in Nineteenth-Century Europe and Anthology of Romantic Music, translated by Ernest Sanders. 19th Century Music 11, no. 2:194–96.
- Einstein, Alfred. 1947. Music in the Romantic Era. New York: W. W. Norton.
- Geck, Martin. 1998. "Realismus". Die Musik in Geschichte und Gegenwart: Allgemeine Enzyklopädie der Musik begründe von Friedrich Blume, second, revised edition, edited by Ludwig Finscher. Sachteil 8: Quer–Swi, cols. 91–99. Kassel, Basel, London, New York, Prague: Bärenreiter; Suttgart and Weimar: Metzler.  3-7618-1109-8 (Bärenreiter);  3-476-41008-0 (Metzler).
- Grout, Donald Jay. 1960. A History of Western Music. New York: W. W. Norton & Company, Inc.
- Lang, Paul Henry. 1941. Music in Western Civilization. New York: W. W. Norton.
- Mason, Daniel Gregory. 1936. The Romantic Composers. New York: Macmillan.
- Plantinga, Leon. 1984. Romantic Music: A History of Musical Style in Nineteenth-Century Europe. A Norton Introduction to Music History. New York: W. W. Norton.  0-393-95196-0;  978-0-393-95196-7.
- Rosen, Charles. 1995. The Romantic Generation. Cambridge, Massachusetts: Harvard University Press.  0-674-77933-9.
- Rummenhöller, Peter. 1989. Romantik in der Musik: Analysen, Portraits, Reflexionen. Munich: Deutscher Taschenbuch Verlag; Kassel and New York: Bärenreiter.  9783761812365 (Bärenreiter);  9783761844939 (Taschenbuch Verlag);  9783423044936 (Taschenbuch Verlag).
- Spencer, Stewart. 2008. "The 'Romantic Operas' and the Turn to Myth". In The Cambridge Companion to Wagner, edited by Thomas S. Grey, 67–73. Cambridge and New York: Cambridge University Press.  0-521-64299-X (cloth);  0-521-64439-9 (pbk).
- Wagner, Richard. 1995. Opera and Drama, translated by William Ashton Ellis. Lincoln: University of Nebraska Press. Originally published as volume 2 of Richard Wagner's Prose Works (London: Kegan Paul, Trench, Trubner & Co., 1900), a translation from Gesammelte Schriften und Dichtungen (Leipzig, 1871–73, 1883).
- Warrack, John. 2002. "Romanticism". The Oxford Companion to Music, edited by Alison Latham. Oxford and New York: Oxford University Press.  0-19-866212-2.
- Wehnert, Martin. 1998. "Romantik und romantisch". Die Musik in Geschichte und Gegenwart: allgemeine Enzyklopädie der Musik, begründet von Friedrich Blume, second revised edition. Sachteil 8: Quer–Swi, cols. 464–507. Basel, Kassel, London, Munich, and Prague: Bärenreiter; Stuttgart and Weimar: Metzler.

## Spoljašnje veze
- Music of the Romantic Era
- The Romantic Era
- Era on line